# Ypsilon Tauri
Ypsilon Tauri (υ Tauri, förkortat Ypsilon Tau, υ Tau) som är stjärnans Bayerbeteckning, är en ensam stjärna belägen i den mellersta delen av stjärnbilden Oxen och ingår i stjärnhopen Hyaderna. Den har en skenbar magnitud på 4,28 och är synlig för blotta ögat. Baserat på parallaxmätning inom Hipparcosuppdraget på ca 21,2 mas, beräknas den befinna sig på ett avstånd av ca 154 ljusår (47 parsek) från solen.

## Egenskaper
Ypsilon Tauri är en blå stjärna i huvudserien av spektralklass A8 Vn. Den har en massa som är omkring 50 procent större än solens massa och en radie som är 1,8 gånger solens. Den utsänder från dess fotosfär ca 32 gånger mera energi än solen vid en effektiv temperatur på ca 7 400 K.
Ypsilon Tauri klassificeras som en variabel stjärna av Delta Scuti-typ och dess skenbara magnitud varierar från +4,28 till +4,31 med en period av 3,56 timmar. Den har en hög rotationshastighet med en rotationsperiod på endast 0,415 dygn. Detta ger stjärnan en tillplattad form med en ekvatorialradie som är 9 procent större än polarradien.